# Lipolist
Lipolist (cyr. Липолист) – wieś w Serbii, w okręgu maczwańskim, w mieście Šabac. W 2011 roku liczyła 2221 mieszkańców.